# Abdulramán al-Dzsasszím
Abdulramán Ibrahim al-Dzsasszím (arabul: عبد الرحمن الجاسم; 1987. október 14. –) katari nemzetközi labdarúgó-játékvezető (2013 óta).

## Pályafutása
Al-Dzsasszím a 2017-es dél-koreai U-20-as labdarúgó-világbajnokság egyik játékvezetője volt. A 2018-as oroszországi labdarúgó-világbajnokságon videóbíróként, a 2019-es Ázsia-kupán játékvezetőként vett részt, majd a 2020-as AFC-bajnokok ligája döntőjét is ő vezette. 2019 júniusában bejelentették, hogy al-Dzsasszím bíráskodni fog a 2019-es CONCACAF-aranykupán a CONCACAF és az AFC közötti játékvezetői csereprogram részeként, amelynek köszönhetően korábban César Arturo Ramos mexikói játékvezető fújt meccset a 2019-es Ázsia-kupán. A FIFA Játékvezetői Bizottsága november 14-én nevezte al-Dzsasszímot a 2019-es katari FIFA-klubvilágbajnokságra, egy teljes katari játékvezetői trió tagjaként. Ők fújták a Liverpool és a Flamengo közötti finálét a dohai Halífa Nemzetközi Stadionban. 2022-ben nevezték a szülőhazájában, Katarban rendezett labdarúgó-világbajnokság játékvezetői csapatába.

## Nemzetközi mérkőzései
| 2015-ös U17-es labdarúgó-világbajnokság – Chile | 2015-ös U17-es labdarúgó-világbajnokság – Chile | 2015-ös U17-es labdarúgó-világbajnokság – Chile | 2015-ös U17-es labdarúgó-világbajnokság – Chile |
| Dátum                                           | Mérkőzés                                        | Helyszín                                        | Mérkőzés típusa                                 |
| ----------------------------------------------- | ----------------------------------------------- | ----------------------------------------------- | ----------------------------------------------- |
| 2015. október 17.                               | Chile – Horvátország                            | Santiago                                        | Csoportkör                                      |
| 2015. október 24.                               | Ecuador – Horvátország                          | Chillán                                         | Csoportkör                                      |
| 2015. november 8.                               | Belgium – Mexikó                                | Viña del Mar                                    | Bronzmérkőzés                                   |

| 2017-es U20-as labdarúgó-világbajnokság – Dél-Korea | 2017-es U20-as labdarúgó-világbajnokság – Dél-Korea | 2017-es U20-as labdarúgó-világbajnokság – Dél-Korea | 2017-es U20-as labdarúgó-világbajnokság – Dél-Korea |
| Dátum                                               | Mérkőzés                                            | Helyszín                                            | Mérkőzés típusa                                     |
| --------------------------------------------------- | --------------------------------------------------- | --------------------------------------------------- | --------------------------------------------------- |
| 2017. május 24.                                     | Costa Rica – Portugália                             | Seogwipo-si                                         | Csoportkör                                          |
| 2017. június 1.                                     | Egyesült Államok – Új-Zéland                        | Incshon                                             | Nyolcaddöntő                                        |

| 2019-es Ázsia-kupa – Egyesült Arab Emírségek | 2019-es Ázsia-kupa – Egyesült Arab Emírségek | 2019-es Ázsia-kupa – Egyesült Arab Emírségek | 2019-es Ázsia-kupa – Egyesült Arab Emírségek |
| Dátum                                        | Mérkőzés                                     | Helyszín                                     | Mérkőzés típusa                              |
| -------------------------------------------- | -------------------------------------------- | -------------------------------------------- | -------------------------------------------- |
| 2019. január 8.                              | Irak – Vietnám                               | Abu-Dzabi                                    | Csoportkör                                   |
| 2019. január 16.                             | Dél-Korea – Kína                             | Abu-Dzabi                                    | Csoportkör                                   |
| 2019. január 21.                             | Ausztrália – Üzbegisztán                     | El-Ajn                                       | Nyolcaddöntő                                 |
| 2019. január 24.                             | Kína – Irán                                  | Abu-Dzabi                                    | Negyeddöntő                                  |

| 2019-es CONCACAF-aranykupa – Egyesült Államok | 2019-es CONCACAF-aranykupa – Egyesült Államok | 2019-es CONCACAF-aranykupa – Egyesült Államok | 2019-es CONCACAF-aranykupa – Egyesült Államok |
| Dátum                                         | Mérkőzés                                      | Helyszín                                      | Mérkőzés típusa                               |
| --------------------------------------------- | --------------------------------------------- | --------------------------------------------- | --------------------------------------------- |
| 2019. június 19.                              | Kuba – Martinique                             | Denver                                        | Csoportkör                                    |
| 2019. június 26.                              | Panama – Egyesült Államok                     | Kansas City                                   | Csoportkör                                    |
| 2019. július 2.                               | Haiti – Mexikó                                | Glendale                                      | Elődöntő                                      |

| 2022-es labdarúgó-világbajnokság – Katar | 2022-es labdarúgó-világbajnokság – Katar | 2022-es labdarúgó-világbajnokság – Katar | 2022-es labdarúgó-világbajnokság – Katar |
| Dátum                                    | Mérkőzés                                 | Helyszín                                 | Mérkőzés típusa                          |
| ---------------------------------------- | ---------------------------------------- | ---------------------------------------- | ---------------------------------------- |
| 2022. november 21.                       | Egyesült Államok – Wales                 | Al-Rajján                                | Csoportkör                               |
| 2022. december 17.                       | Horvátország – Marokkó                   | Al-Rajján                                | Bronzmérkőzés                            |

## Fordítás
- Ez a szócikk részben vagy egészben  az   Abdulrahman Al-Jassim című angol Wikipédia-szócikk ezen változatának fordításán alapul.  Az eredeti cikk szerkesztőit annak laptörténete sorolja fel. Ez a jelzés csupán a megfogalmazás eredetét és a szerzői jogokat jelzi, nem szolgál a cikkben szereplő információk forrásmegjelöléseként.
- Ez a szócikk részben vagy egészben  az   Abdulrahman al-Jassim című német Wikipédia-szócikk ezen változatának fordításán alapul.  Az eredeti cikk szerkesztőit annak laptörténete sorolja fel. Ez a jelzés csupán a megfogalmazás eredetét és a szerzői jogokat jelzi, nem szolgál a cikkben szereplő információk forrásmegjelöléseként.